# Calendula officinalis

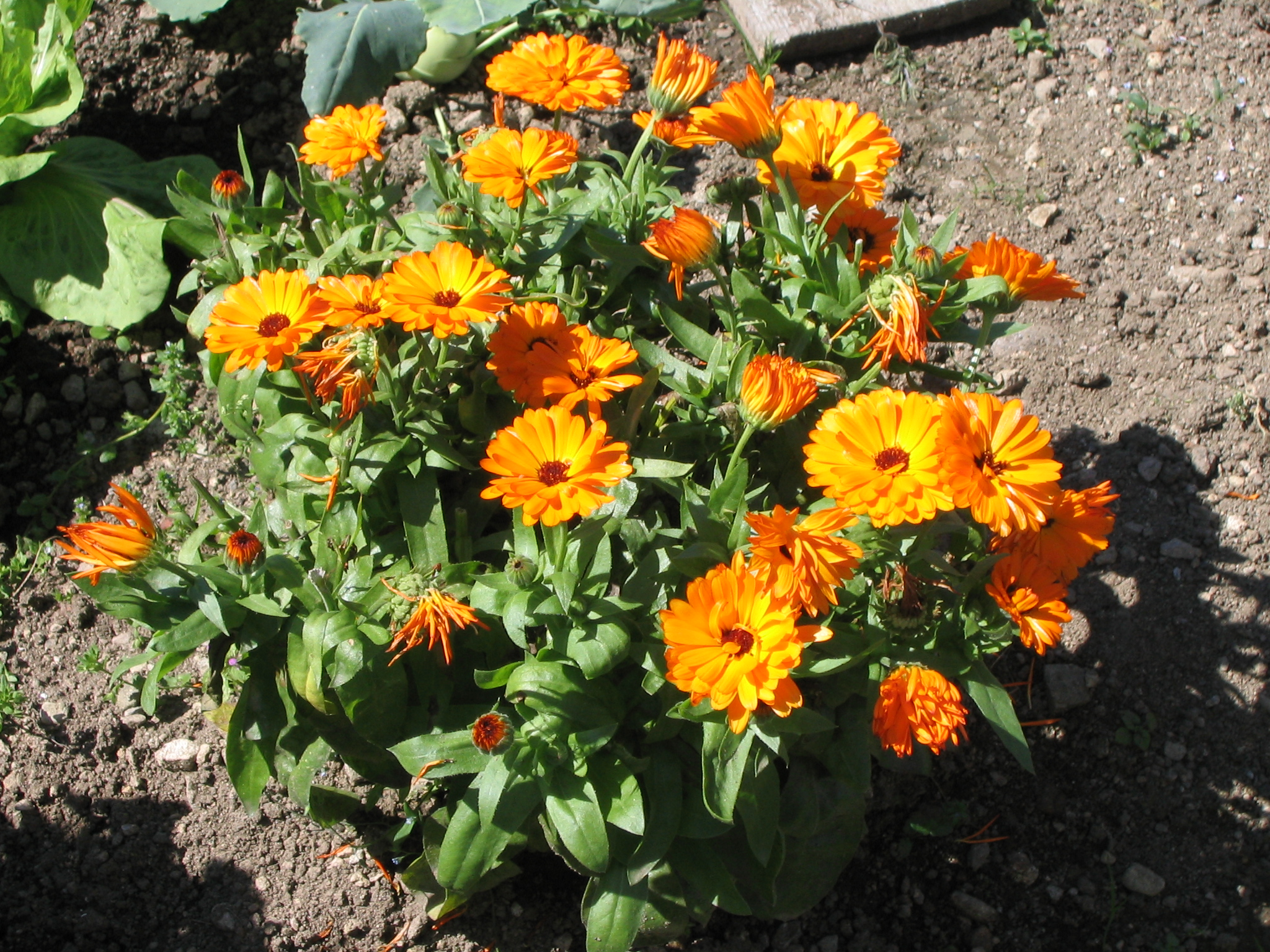
En su hábitat

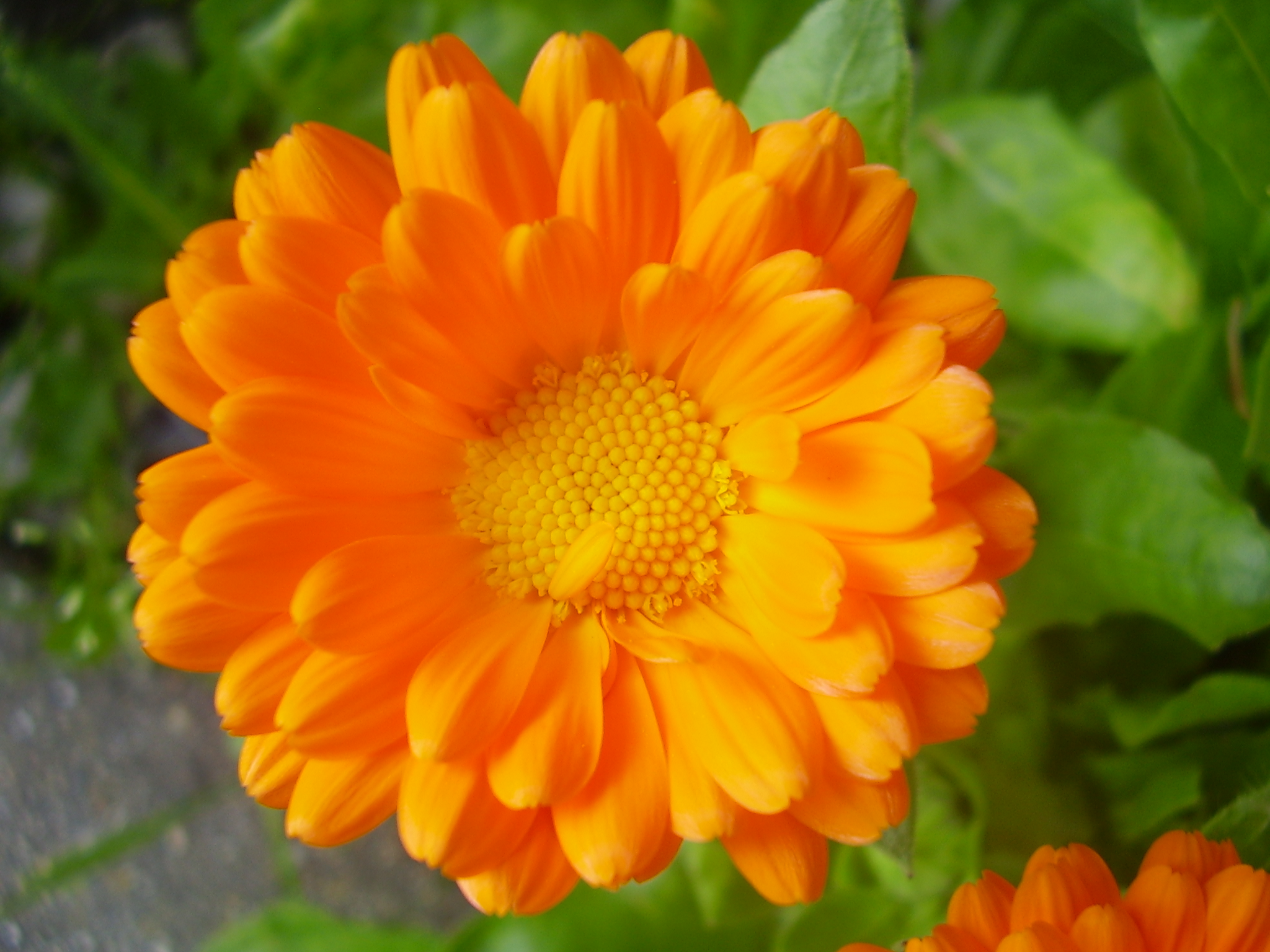
Detalle de un capítulo multiligulido

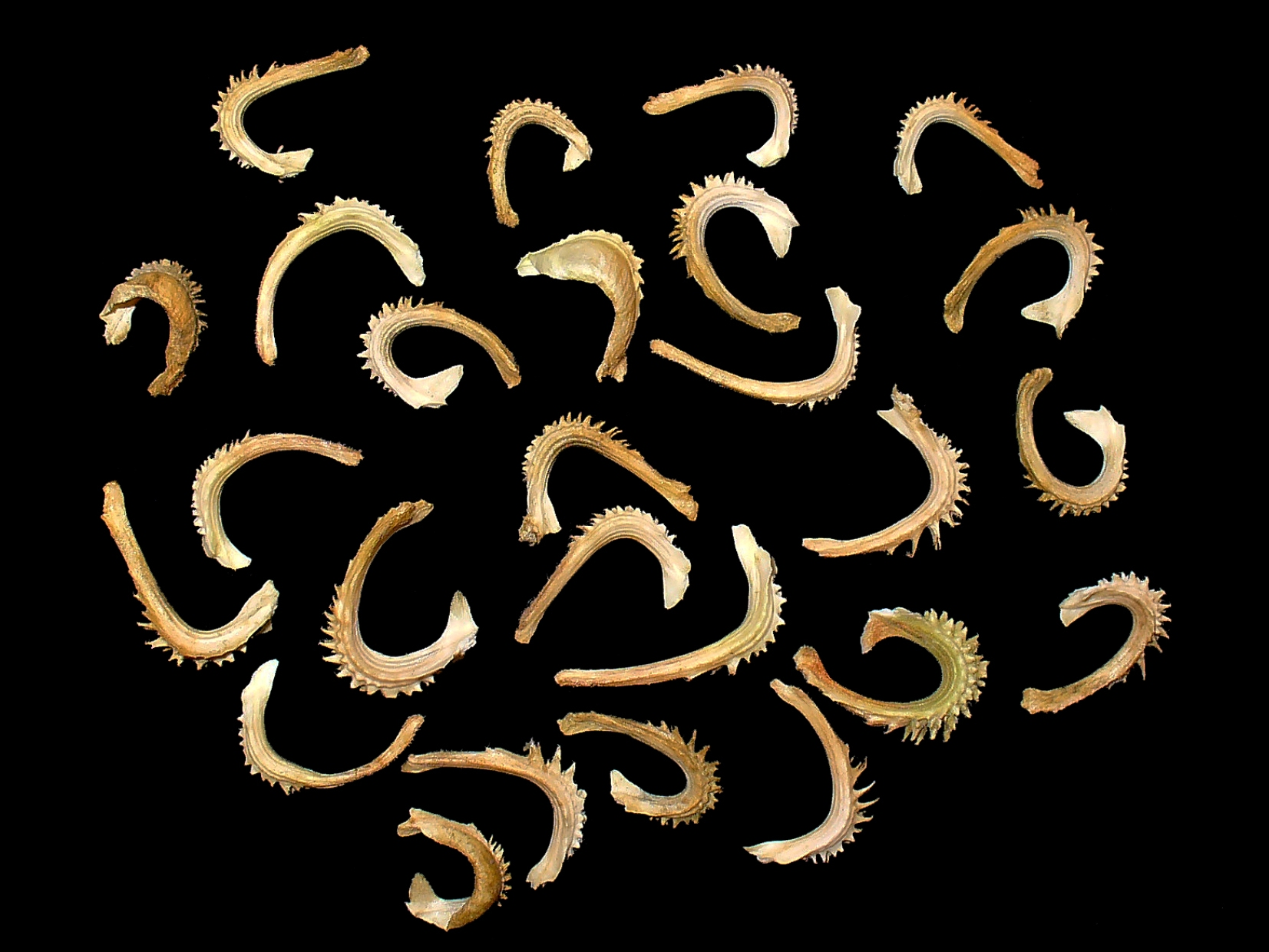
Frutos (aquenios)

Calendula officinalis, de nombre común (entre otros) botón de oro, caléndula, flor del muerto, mercadela, maravilla, es una hierba de la familia de las asteráceas.

## Descripción
Planta herbácea, aromática, glandular, de anual a perenne, leñosa únicamente en la base. El tallo de 20 a 55 cm de altura, es erguido o procumbente, ramificada y generalmente con hojas casi hasta el extremo superior. Las hojas de 7-14 x 1-4 cm, son alternas, simples, oblongas-lanceoladas, estrechamente obovadas, oblongas o espatuladas. Las flores son liguladas y amarillas o anaranjadas, con una floración que dura prácticamente todo el año, cerrándose de noche y abriéndose al amanecer debido a su fotonastia. Las inflorescencias en capítulos de 3-5cm de ancha, pueden ser de un color amarillo o naranja. Los frutos son aquenios encorvados, provistos casi todos en el dorso de unas alas membranosas o púas dorsales que alternan con otros cimbiformes más cortos, de forma navicular. El olor que desprenden las flores es bastante tenue y su sabor es amargo.

## Historia
A pesar del gran número de nombres con el que se conoce a esta especie, nadie sabe a ciencia cierta de dónde procede en realidad. Se supone que del área mediterránea y que con toda probabilidad no es más que el resultado del cruce de otras especies del género Caléndula, quizá de C. arvensis, la maravilla silvestre, y alguna otra.
Se trata de una planta que se viene utilizando en la región mediterránea desde la época de los antiguos griegos, y con anterioridad ya era conocida por los hindúes y los árabes por sus cualidades terapéuticas como una hierba medicinal así como un tinte para telas, productos de alimentación y cosméticos, aunque muchos de los usos populares que se le han atribuido no se han podido demostrar científicamente. 
El uso medicinal de botón de oro es viejo, como lo demuestra su presencia en la Capitulare de villis vel curtis imperii, una orden emitida por Carlomagno que reclama a sus campos para que cultiven una serie de hierbas y condimentos incluyendo "solsequiam" identificada actualmente como Calendula officinalis.

## Cultivo
Hemicriptófito poco exigente respecto al tipo de suelo, aunque prefiere los arcillosos. Es una planta de clima templado, pero resiste heladas y sequías. Cultivada en Europa desde el siglo XII, existe localmente naturalizada en el sur y oeste de Europa, y casual para todos los lugares. 
Las caléndulas sirven de alimento a diversas especies de larvas de lepidópteros. Entre ellos Mamestra brassicae, Naenia typica, Noctua pronuba y Xestia c-nigrum.
Es muy atacada por los pulgones, lo que ha de tenerse en cuenta para las agrupaciones florales en jardinería.

## Usos

### Uso ornamental
Es sobradamente conocida en jardinería. Se cultiva muy a menudo en los jardines de los que escapa con facilidad. Se usa como planta ornamental y desde hace siglos se utiliza como planta medicinal debido a sus cualidades terapéuticas.

### Uso alimenticio
En gastronomía se pueden utilizar sus pétalos como colorante sustituto del azafrán.

### Usos medicinales
La Comisión E considera que la flor de caléndula tiene una acción antiinflamatoria y fuertemente cicatrizante cuando se aplica de forma tópica. Con extractos de la flor de caléndula, muestra una acción estimulante de la epitelización de las heridas y una actividad antiinflamatoria en edemas donde interviene la prostaglandina (los triterpenos, sobre todo el faradiol, han demostrado ser los principios antiinflamatorios más importantes).
En medicina popular se utiliza por su acción antibacteriana, fungicida y antiespasmódica. Se considera también emenagoga, como regulador y calmante de los dolores menstruales. Es un buen emoliente ya que suaviza, tonifica e hidrata la piel. De hecho cada vez son más los productos cosméticos que la incluyen entre sus componentes. También se ha considerado callicida ayudando a la desaparición de verrugas víricas de la piel, debido a su contenido en ácido acetilsalicílico. Es colerético estimulando la actividad hepática, especialmente la secreción biliar. También resulta eficaz en gastritis, gastroenteritis y vómitos por su acción antiulcerosa dado que ayuda a la cicatrización de úlceras gástricas.

## Toxicidad
Únicamente su uso tópico está contraindicado en pacientes sensibles a las asteráceas, ya que experimentalmente se ha visto una débil sensibilización de la piel, pero no se han registrado casos claros de dermatitis de contacto. 

## Cultivares
Se seleccionan numerosos cultivares por las diversas variaciones de la flor, desde el amarillo pálido al naranja rojizo. Con multicorolas de flósculos radiales que reemplazan parte o todos los discos florales. Algunas de estas variedades son: 'Alfa' (naranja oscuro), 'Jane Harmony', 'Sun Glow' (amarilla brillante), 'Lemon' (amarillo pálido), 'Orange Prince' (naranja), 'Indian Prince' (naranja rojizo oscuro), 'Pink surprise' (multicorola con el anillo interior más oscuro que el exterior), y 'Chrisantha' (multicorola amarilla). La variedad 'Variegata' es un cultivar con hojas variegadas de color amarillo.[cita requerida]

## Taxonomía
Calendula officinalis fue descrita por Carlos Linneo y publicado en Species Plantarum, vol. 2: 921, 1753.
Etimología
El nombre genérico, "caléndula", deriva del latín calendulae que significa "a lo largo de los meses", con lo que se quiso subrayar el largo período de floración que tiene esta planta, el nombre específico, "officinalis", expresa su carácter medicinal.
Sinonimia
- Calendula aurantiaca Kotschy ex Boiss.
- Calendula eriocarpa DC.
- Calendula hydruntina (Fiori) Lanza
- Calendula officinalis var. prolifera Hort.
- Calendula prolifera Hort. ex Steud.
- Calendula × santamariae Font Quer
- Calendula sinuata var. aurantiaca (Klotzsch ex Boiss.) Boiss.
- Caltha officinalis (L.) Moench[5]

## Nombre común
- azucena, caldo, caléndula, caléndula oficinal, calta, caréndula, clavel, clavel de huerto, clavelina, clavellinas, clavel silvestre, corona de rey, coronas de rey, "cola" de perro, espantanovios, esposa del sol, flamencuela, flamenquilla, flor de difunto, flor de muerto, flor de pastor, flor de todos los meses, girasol, hierba centella, hierba del podador, maravilla, maravilla de jardín, maravillas, maravillas mexicanas, maravillas tudescas, margarita, marquesita, mercadela, mercaderes, mercaderes dorados, mercaderes melados, mercaderes reales, mercaderes rizados, mexicanas, reineta, reinita, rosa de muerto, rosa de muertos, tarántula, tudescas.[6]